# 80P/Петерса — Хартли
Комета Петерса — Хартли (англ. 80P/Peters–Hartley) — короткопериодическая комета из семейства Юпитера. Она была открыта 26 июня 1846 года американским астрономом Кристианом Петерсом в обсерватории Каподимонте. Он обнаружил её в созвездии Весов и описал как очень слабый туманный объект без чётковыделенного центра с яркостью не более 19 m звёздной величины. Собранных, за период наблюдения, данных оказалось недостаточно, чтобы точно рассчитать орбиту кометы, в результате на протяжении почти полутора столетий комета считалась потерянной, пока 11 июля 1982 года она не была случайно обнаружена английским астрономом Малкольм Хартли с помощью 1,2-метрового телескопа системы Шмидта в обсерватории Сайдинг-Спринг. Она имела яркость 15 m и была окружена слабым ореолом, что позволило идентифицировать её как комету. Обладает довольно коротким периодом обращения вокруг Солнца — всего чуть более 8 лет.

Орбита кометы Петерса — Хартли и её положение в Солнечной системе

## История наблюдений
Проведённые расчёты показали, что комета прошла точку перигелия в 1,5 а. е. (225 млн км) 3 июня 1846, а на следующий день 4 июня прошла точку максимального сближения с Землёй в 0,55 а. е. (82,5 млн км). Вскоре после своего открытия комета заметно потускнела и последний раз наблюдалась 21 июля 1846 года. Используя три исходные точки, в которых находилась комета, Кристиан Петерс получил первый вариант параболической орбиты, согласно которым датой перигелия было 12 апреля 1846 года. Позднее с учётом проведённых в июле наблюдений он скорректировал полученный результат, что привело к сдвигу даты перигелия на 31 мая. Немецкий астроном Генрих Людвиг д'Арри установил дату перигелия 1 июня, а орбитальный период в 15,89 года, но в 1848 году пересмотрел полученный результат и сократил предполагаемый период до 12,85 года. В 1887 году астрономы пропустили уже два предполагаемых возвращения кометы, поэтому Berberich попробовал снова рассчитать орбиту кометы на основе уже 16 позиций, полученных за 1846 год, что дало орбитальный период 13,38 года. Однако, как указал Berberich в 1856 и 1883 годах комета совершала тесные сближения с Сатурном, что могло сильно повлиять на её орбиту. Очередная попытка рассчитать орбиту кометы состоялась лишь через сотню лет, когда Бакли, исследовав позиции 1846 года и учтя возможные возмущения от семи планет, определил орбитальный период в 12,71 года, но всё же дал неопределённость около 3 лет.
Повторно комета была обнаружена в 1982 году M. P. Candy в Австралии, который одновременно с японскими астрономами И. Хасегава и С. Накано пришёл к выводу о её идентичности с кометой 1846 года. Этот вывод был математически подтверждён 22 июля расчётами Брайана Марсдена, который просчитал движение кометы по орбите в обратном направлении до 1846 года и определил, что она попадает примерно в ту же точку, где и была обнаружена Кристианом Петерсом в 1846 году. Он определил, что в 1846 году орбитальный период кометы составлял 7,88 года. На 1982 год период обращения кометы составляет 8,12 года.
Во время следующего своего появления в 1990 году комета наблюдалась 26 июня Робертом Макнотом в обсерватории Сайдин-Спринг. Он описал комету как диффузный объект 15 m. Яркость кометы продолжала увеличиваться вплоть до начала июня и достигла 13 m. Последний раз в этом[каком?] году комету наблюдали 20 июня, когда её яркость упала до 16 m звёздной величины.
В 1998 году расположение кометы относительно Земли было неблагоприятным, поэтому её удалось наблюдать лишь в период с 16 февраля и по 25 апреля, а её яркость не превышала 16 m звёздную величину.